# Прибутковий будинок Молчанової
Прибутковий будинок на вулиці Льва Толстого, 28 — пам'ятка архітектури і містобудування місцевого значення в Одесі, охоронний номер 431-Од.
Будинок розташований на розі вулиці Кіри Муратової, 28 і Каретного провулку, 2.

## Історія
Вже наприкінці 1890-их років ділянка належала Ганні Федорівні Молчановій, площа ділянки складала 206 кв. саж. Вже тоді на розі Ковальської вулиці і вулиці Льва Толстого існував двоповерховий будинок. У 1913 році Г. Ф. Молчанова все ще залишалася власницею ділянки. У 1914 році за проектом цивільного Інженера Ф. Е. Кюнера було споруджено чотириповерховий будинок з торговими приміщеннями на першому поверсі. Власник ділянки на момент спорудження будинку є невідомим. Після Жовтневої революції квартири будинку були обладнані у комунальні.

## Архітектура
Будинок займає західну частину ділянки, у плані Г-подібний, має чотири поверхи та підвал. На першому поверсі розташовані торгові приміщення, інші — житлові. Вхід до одного з торгових приміщень розташований у кутовій частині. Будинок має оздоблення з рисами німецького ретроспективізму, на що вплинула сусідня будівля Жіночого комерційного училища Південно-російського німецького товариства (ців. інж. Е. Я. Меснер, Х. Я. Скведер, 1912—1913 рр.) на вулиці Кіри Муратової, 30.
Кут будинку закруглений, як і іншому творі автора будинку Корімана на Малій Арнаутській вулиці, 99. Фронтон у кутовій частині також має схожий вигляд. По обом бокам від кутової частини влаштовані кріповки з трапецоїдими ризалітами і високими бароковими фронтонами. Фасад будинку прикрашають декоративні елементи у стилі неокласицизму, найбільш виразними є барельєфи з грифонами. З боку вулиці Кіри Муратової розташована брама та вхід до парадного під'їзду. На жаль автентична центральна секція брами не збереглась.
Сходова клітка розташована всередині кутової частини будинку і освітлюється ліхтарем. Під час спорудження будинок був обладнаний ліфтом, на третьому поверсі збереглися автентичні металеві двері ліфту. Двері квартир виконані у стилі неокласицизму. Підлога вестибюля та майданчиків облицьована кахлями, огорожа сходів є ідентичною огорожі сходів будинку Слупецьких.

## Галерея

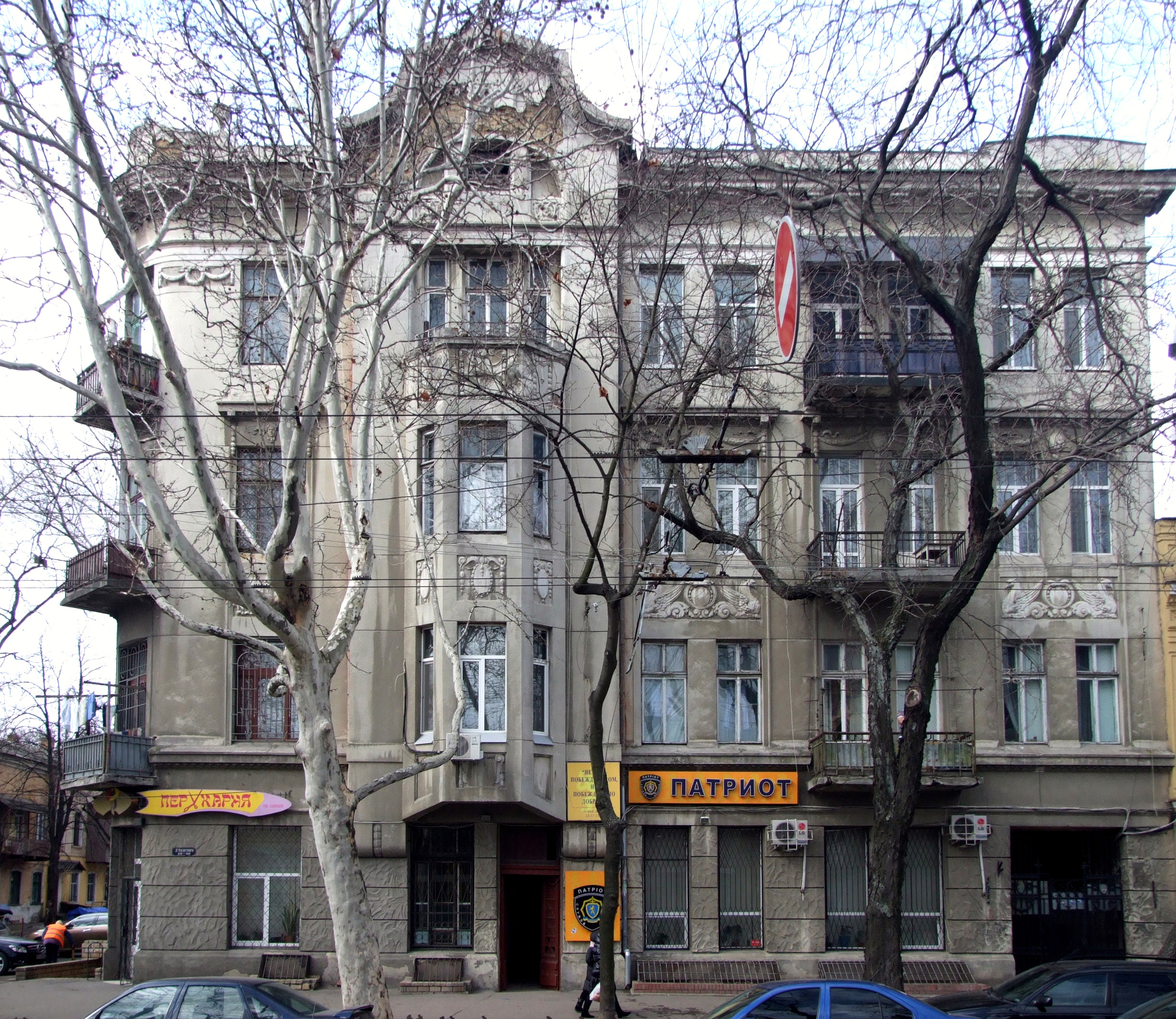
Фасад по вулиці Кіри Муратової
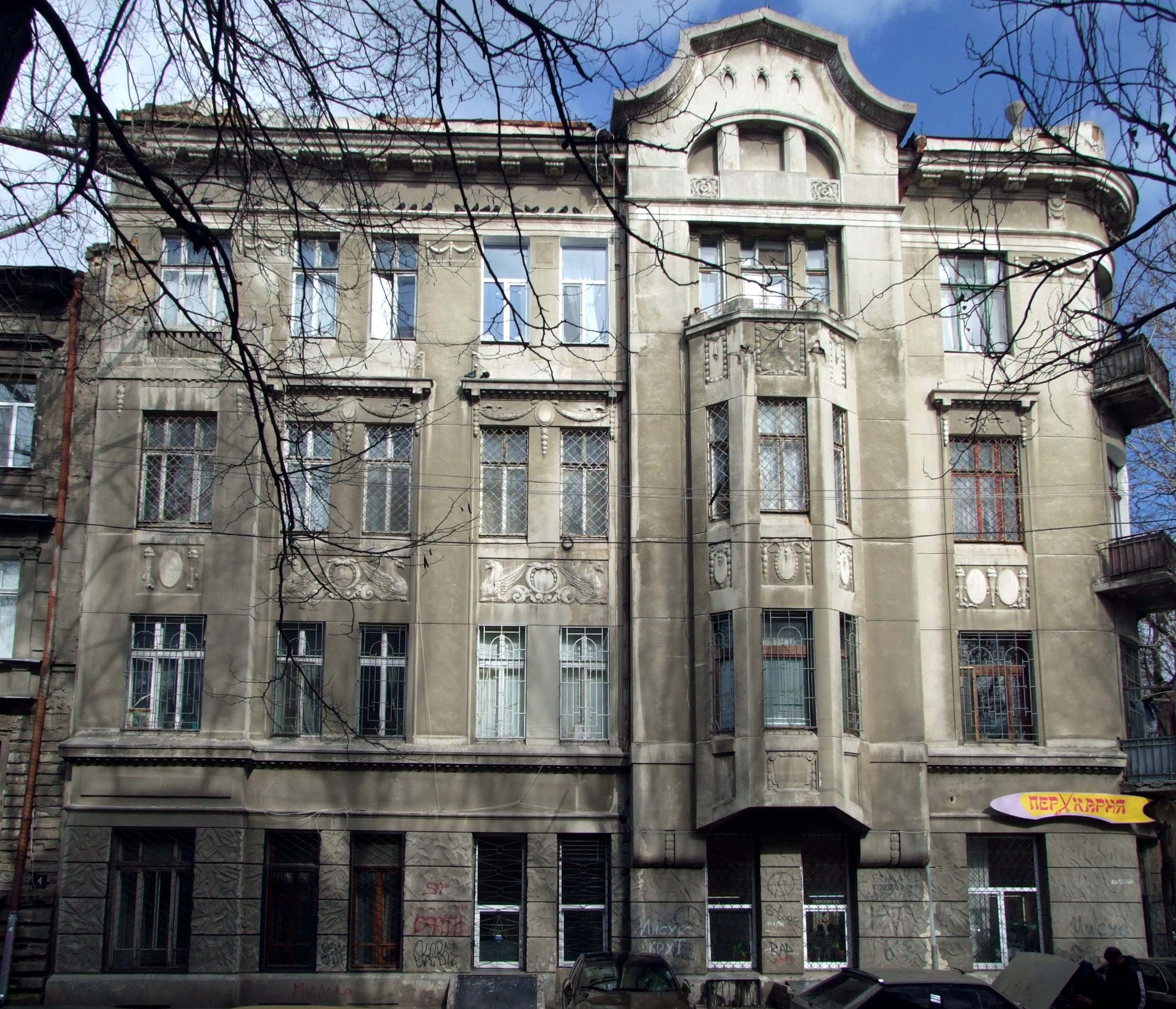
Фасад по Каретному провулку
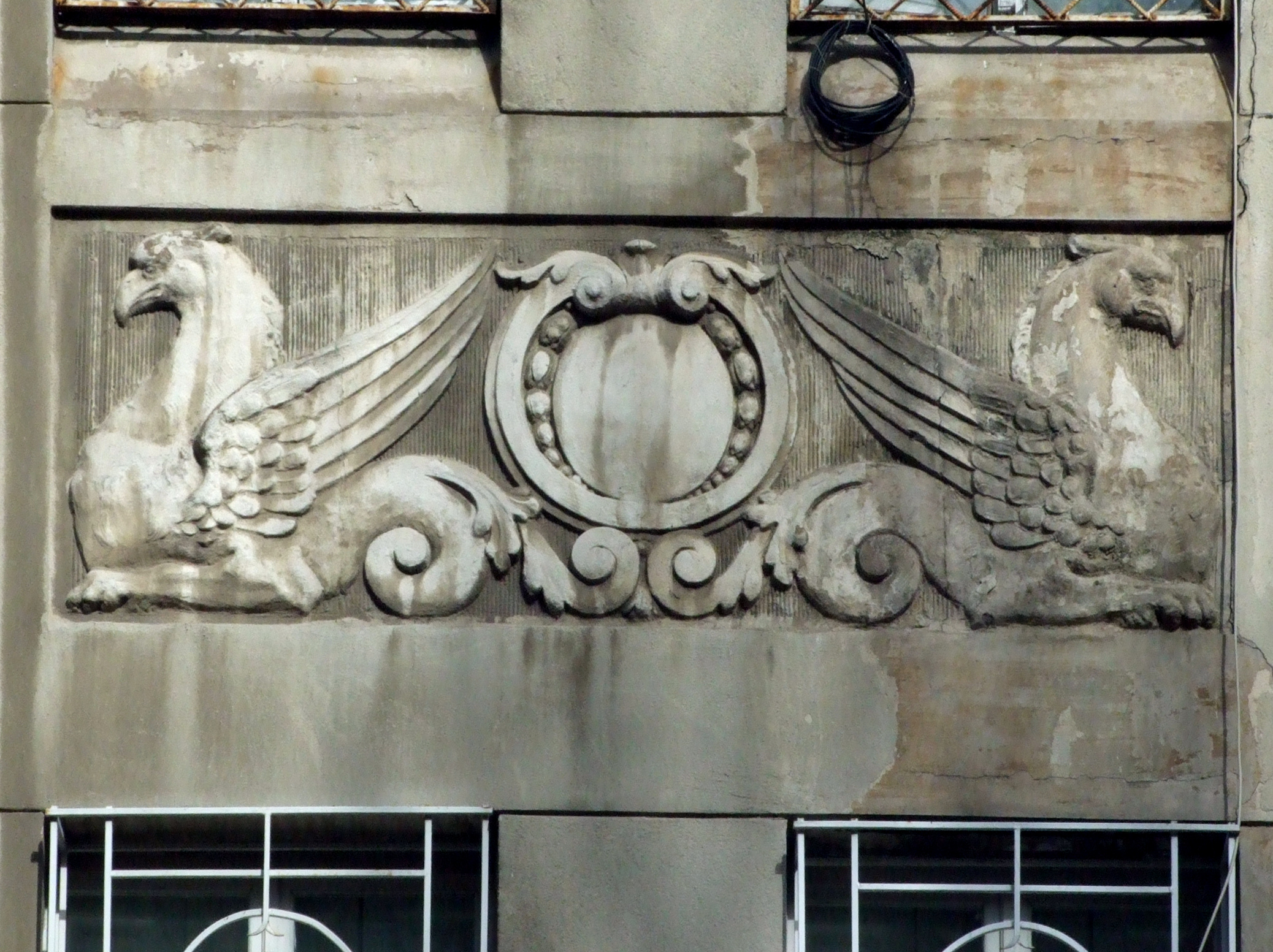
Барельєф з грифонами
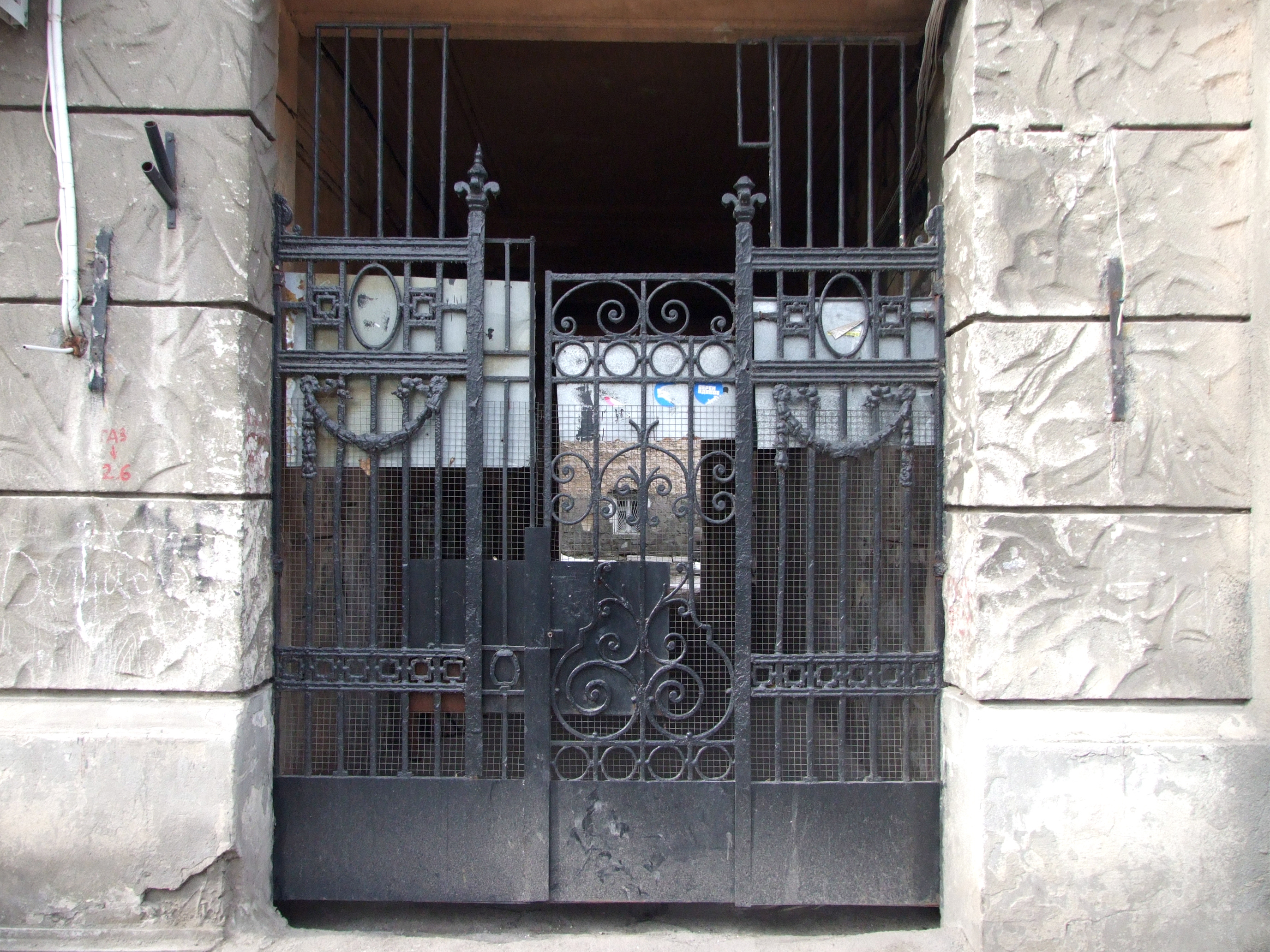
Брама. Центральна секція не є автентичною
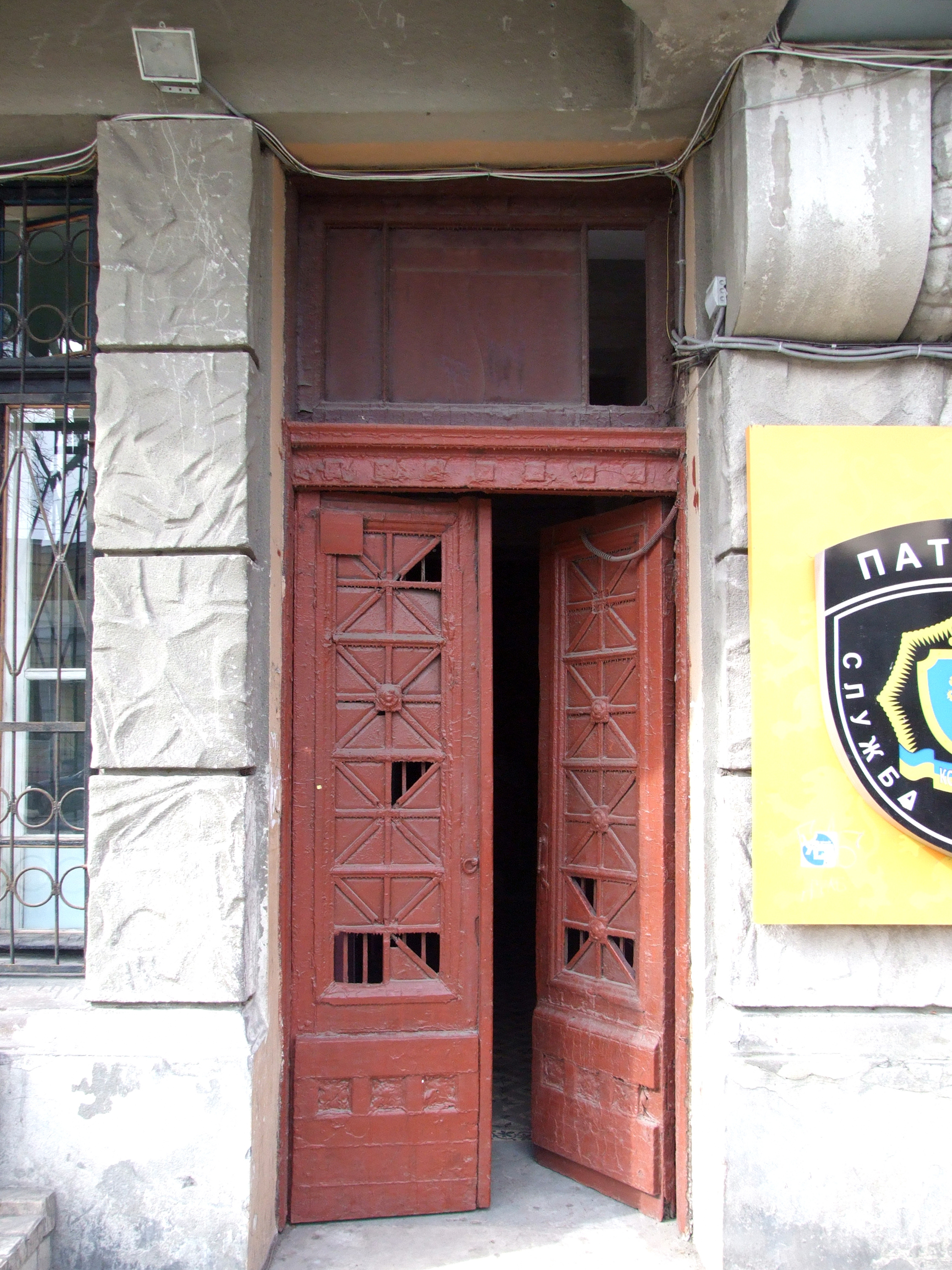
Двері парадного входу
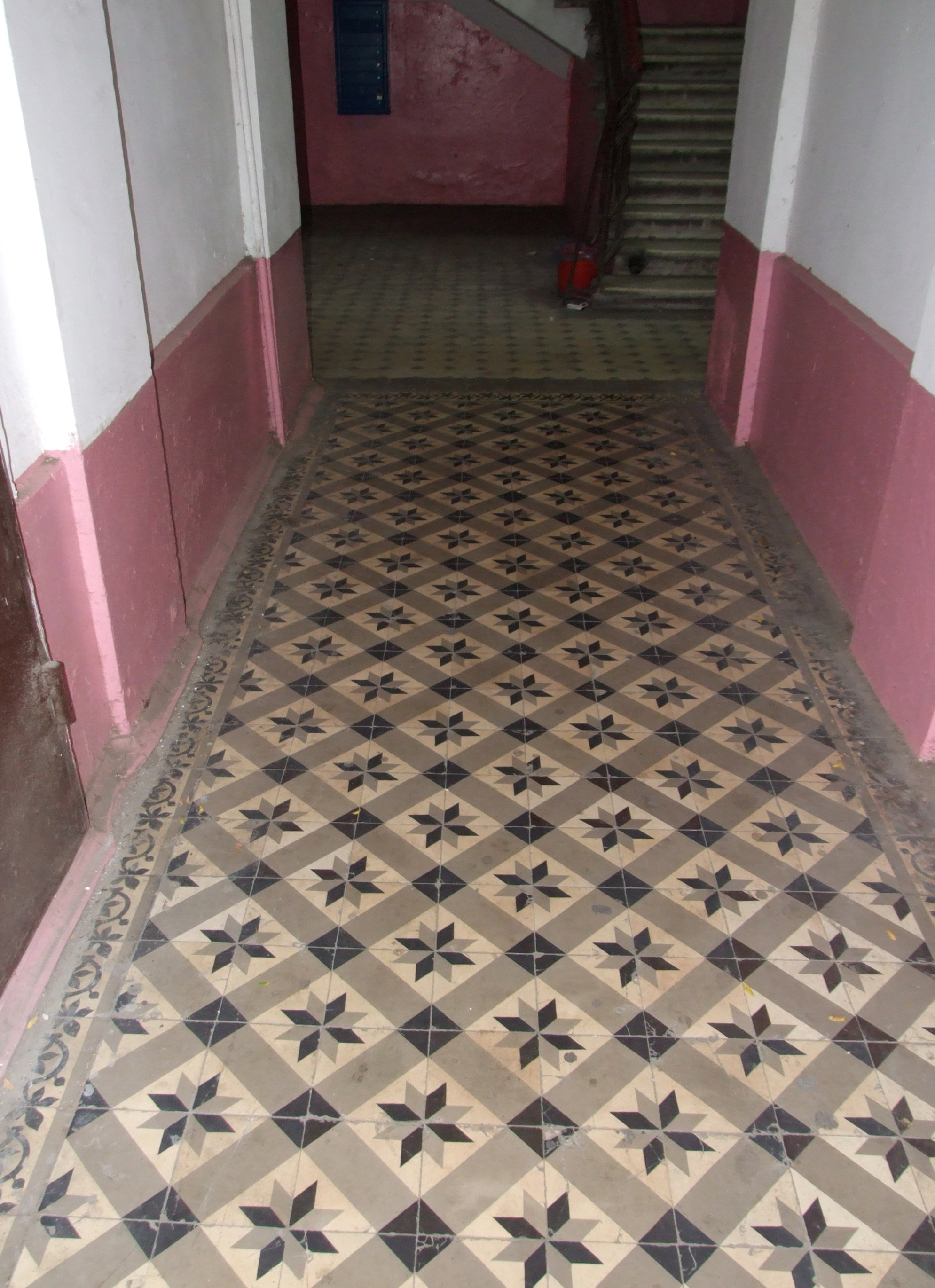
Підлога вестибюлю
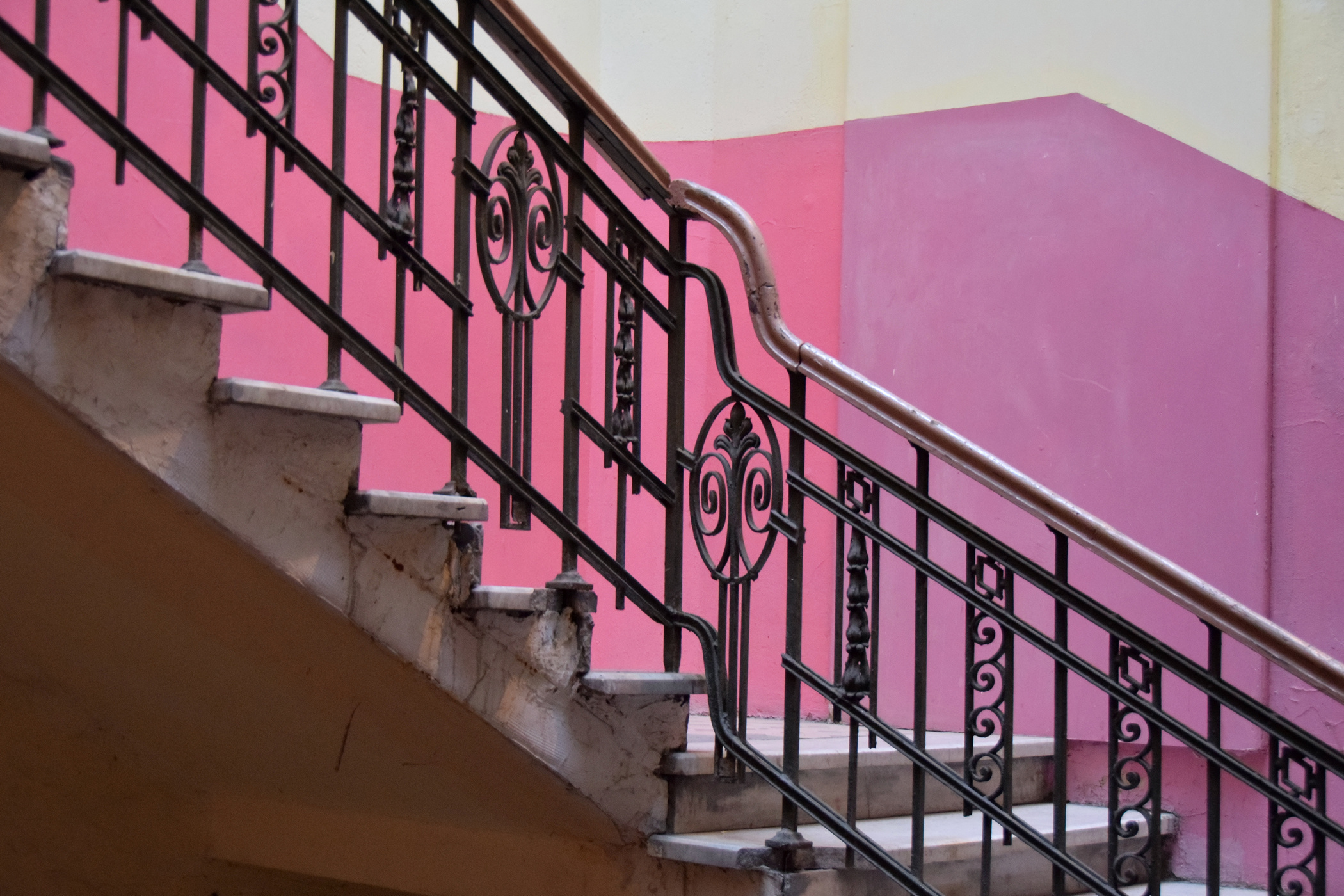
Огорожа парадних сходів
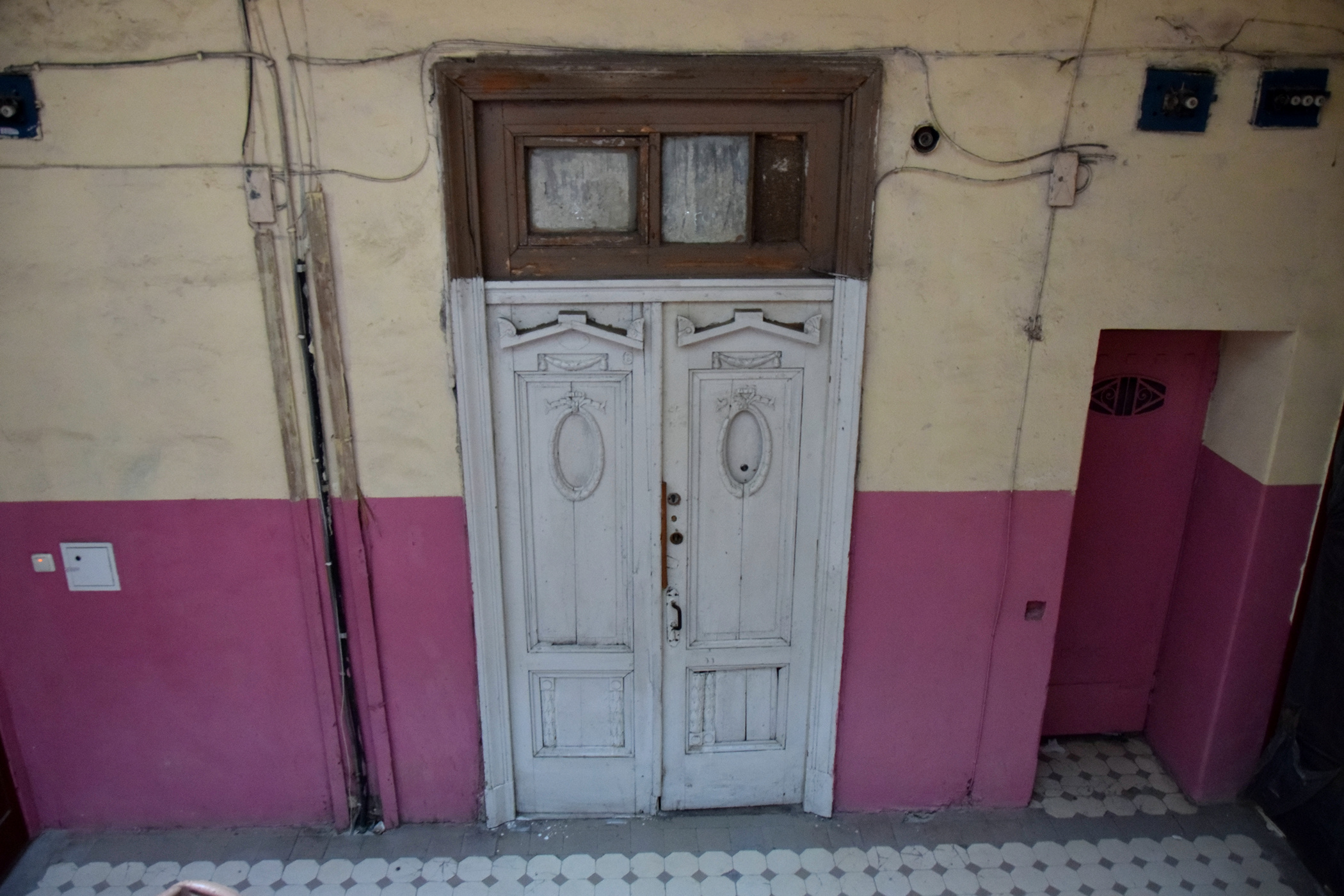
У центрі: двері квартири, праворуч: двері ліфту
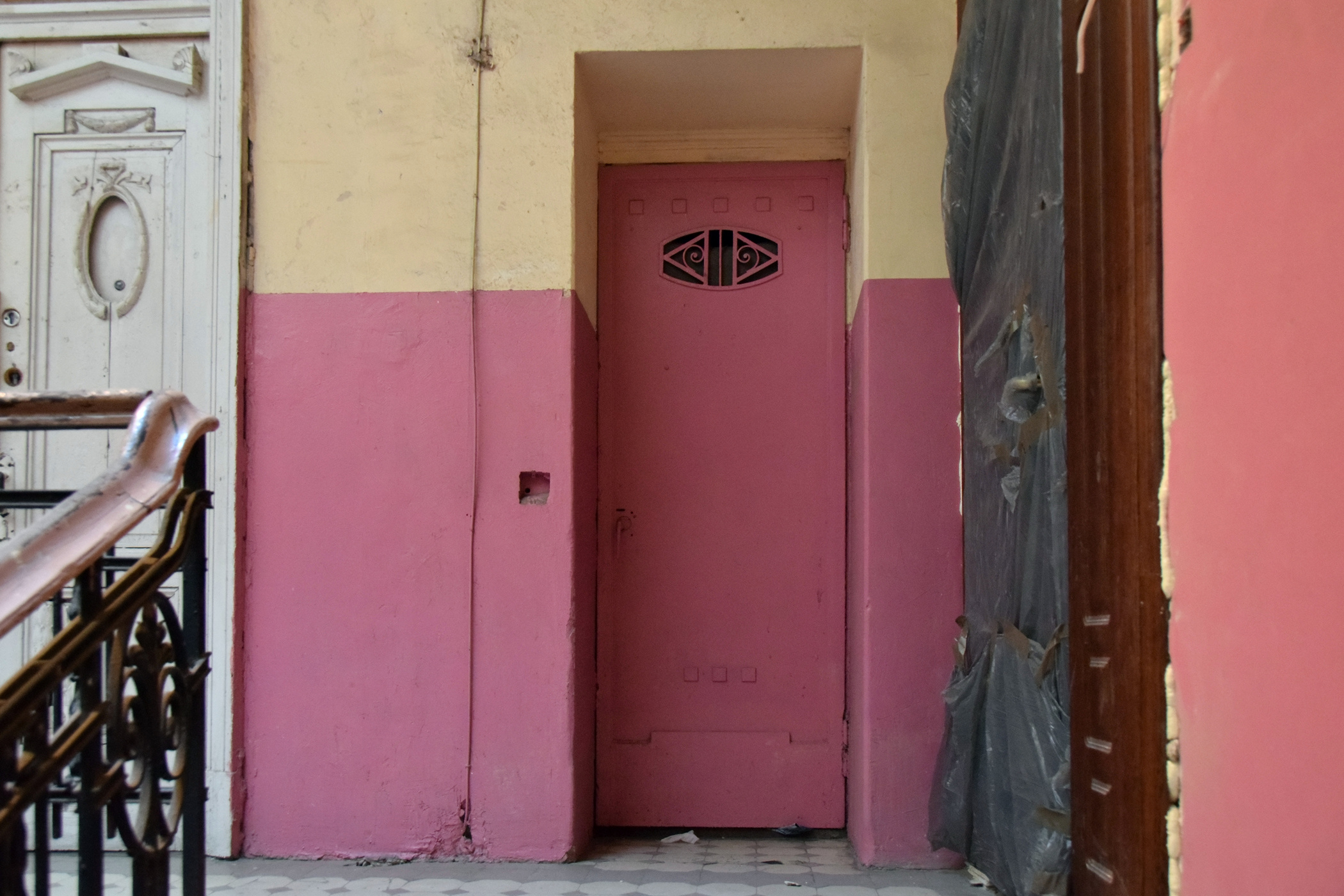
Двері ліфту